# Кагссакссук
Тімерсокатігііффік Кагссакссук Манітсог або просто «Кагссакссук» (гренл. Timersoqatigiiffik Kâgssagssuk Manistsoq) — професіональний ґренландський футбольний клуб з міста Манітсок в центральній частині Західної Гренландії.

## Історія
Футбольний клуб «Кагссакссук» в 1937 році в місті Манітсок в центральній частині Західної Ґренландії. За свою історію команда виграла одне національне чемпіонство та одну бронзову нагороду чемпіонату. Клуб є одним із засновником ГІФ (1957 рік), спортивної федерації, під управлінням якої проходили не лише футбольні матчі. У 1989 році у фінальному матчі «Кагссакссук» переміг Кіссавіарсук-33 з рахунком 3:0 завдяки голам Томаса Мюллера, Карла Кройцмана та Альбрехта Кройцмана.

## Досягнення
- Кока-кола ҐМ
  -  Чемпіон (1): 1989
  -  Бронзовий призер (1): 1986